# 310 Margarita
310 Margarita è un asteroide della fascia principale del diametro medio di circa 32,75 km. Scoperto nel 1891, presenta un'orbita caratterizzata da un semiasse maggiore pari a 2,7594354 UA e da un'eccentricità di 0,1176842, inclinata di 3,17561° rispetto all'eclittica.
L'origine del suo nome è sconosciuta.